# Кучиньский, Лукаш
Лукаш Кучиньский (пол. Łukasz Kuczyński; род. 23 июня 1999 года, Сокулка, Польша)  — польский спортсмен в шорт-треке. Участник зимних Олимпийских игр 2022 года, бронзовый призёр чемпионата мира, 5-кратный призёр чемпионатов Европы. Выступает за клуб "LKS Juvenia Białystok" (Белосток).

## Спортивная карьера
Лукаш Кучиньский родился в городе Сокулка, где и сделал первые шаги на льду. Он тренировался на длинных дистанциях под руководством Станислава Полевко, который впервые увидел в нём потенциал в этом виде спорта и обратился к родителям отправить Лукаша в спортивную школу в Белостоке. Заниматься шорт-треком он начал в возрасте 13-ти лет под руководством тренера Дарека Кулеша. Уже в 2012 году Лукаш участвовал в своих первых соревнованиях, а в 2014 году участвовал на чемпионате Польши среди юниоров и занял 3-е место в забеге на 777 м.
В 2016 году он стал третьим в беге на 500 м на чемпионате Польши и дебютировал в составе сборной на чемпионате Европы в Сочи, где с командой занял 8-е место в эстафете. В том же году участвовал и на чемпионате мира среди юниоров. В сезоне 2018/19 Лукаш дебютировал на Кубке мира и в марте 2019 года участвовал на зимней Универсиаде в Красноярске, где занял 24-е место в многоборье. Следом на чемпионате Польши стал бронзовым призёром в забеге на 500 м. В октябре 2020 года он занял 3-е место в сумме многоборья на чемпионате страны.
В октябре и ноябре 21-го года Лукаш прошёл квалификацию на Олимпиаду 2022. В феврале 2022 года на зимних Олимпийских играх в Пекине он занял 11-е место в смешанной эстафете. В январе 2023 года на чемпионате Европы в Гданьске в составе мужской эстафетной команды выиграл бронзовую медаль. Лучшее 7-е место в индивидуальной гонке он занял на дистанции 500 м. В феврале на этапе Кубка мира в Дордрехте он впервые выиграл бронзовые медали в смешанной эстафете и в беге на 500 м. На чемпионате мира в Сеуле занял 6-е место в смешанной эстафете и 8-е в мужской эстафете.
В 2024 году на чемпионате Европы в Гданьске завоевал серебряную медаль в смешанной эстафете и бронзовую в мужской эстафете,. В феврале на Кубке мира в Дрездене и Гданьске Лукаш выиграл бронзовые медали в беге на 500 м. В марте завоевал бронзовую медаль в мужской эстафете на чемпионате мира в Роттердаме.